# Ferdinand-Jean Darier
Ferdinand-Jean Darier (Budapeste, 26 de abril de 1856 - Longpont-sur-Orge, 1938) foi um médico francês, notável no campo da dermatologia.

## Biografia
Embora nascido na Hungria, era filho de pais franceses de origem protestante; tornou-se interno em Paris em 1880 e chefiou o departamento médico do Hôpital Saint-Louis de 1909 até 1922.
Ficou internacionalmente conhecido como o principal nome da dermatologia francesa, médico e patologista reconhecido, havendo descrito diversas dermatoses como a ceratose folicular, a acantose nigricans e outras, dentre as quais a doença cutânea identificada em 1884, psorodermose folicular vegetativa, que recebeu o nome de doença de Darier.
Em 1909 publicou um livro que, diversas vezes reeditado em França, foi traduzido ao inglês e ao alemão, sendo um clássico da dermatologia. Quando contava setenta anos de idade (1936) foi o editor-chefe da maior enciclopédia francesa de dermatologia, obra em oito volumes, intitulada "Nouvelle Pratique Dermatologique".
Entre 1925 e 1935 foi prefeito de Longpont-sur-Orge, pequena cidade nos subúrbios parisienses.

## Obras
- De l’artérite syphilitique (1904)
- Précis de dermatologie (1909)
- Nouvelle Pratique Dermatologique (1936)